# 363
| [ Edytuj tabelę ] |                                            |
| Władca Guptów     | - 330 Samudragupta 375                     |
| Władca Korei      | - 331 Kogugwŏn 371                         |
| Papież            | - 352 Liberiusz 366 - 355 Feliks II 365    |
| Król Persji       | - 309 Szapur II 379                        |
| Cesarz Rzymu      | - 361 Julian Apostata 363 - 363 Jowian 364 |
| Król Wandalów     | - 359 Godigisel 406                        |

Rok 363 / CCCLXIII
stulecia: III wiek ~
IV wiek ~
V wiek

lata: 353 «
358 «
359 «
360 «
361 «
362 «
363
» 364
» 365
» 366
» 367
» 368
» 373

## Wydarzenia
- 5 marca – Julian Apostata, cesarz rzymski, wyruszył z Antiochii na wyprawę wojenną przeciwko Persom.
- 19 maja – Petra uległa zniszczeniu przez trzęsienie ziemi.
- 29 maja – wojny rzymsko-sasanidzkie: zwycięstwo Rzymian w bitwie pod Ktezyfonem.
- 22 czerwca – wojny rzymsko-sasanidzkie: zwycięstwo Rzymian w bitwie pod Marangą.
- 26 czerwca – Julian Apostata został śmiertelnie ranny w niejasnych okolicznościach podczas kampanii perskiej.
- 27 czerwca – Jowian obwołany cesarzem rzymskim.
- Hunowie dotarli do Morza Kaspijskiego.
- Jowian, następca Juliana, zawarł trzydziestoletni pokój z Persją.
- Widziana kometa C/1969 Y1.

## Zmarli
- 26 czerwca – Julian, cesarz rzymski sprzyjający dawnej religii rzymskiej i stąd przez chrześcijan zwany Apostatą, zmarł od odniesionej rany (ur. 331).
- Mariusz Wiktoryn, filozof i teolog.